# Célula tufo
As células tufo, às vezes referidas como células em tufos, são células quimiossensoriais no revestimento epitelial dos intestinos do trato respiratório, pâncreas, vesícula biliar, uretra e cavidades nasais. O nome "tufo" refere-se às microvilosidades que se projetam das células.
Normalmente, existem poucas células em tufos presentes, mas elas demonstraram aumentar durante uma infecção parasitária. Estudos propuseram um papel para as células tufo na defesa contra a infecção parasitária.

## História
As células de tufos foram descobertas pela primeira vez na traqueia e no estômago do rato por  um microscopista soviético enquanto se debruçava sobre lâminas de tecido do revestimento intestinal na década de 1920.